# In God We Trust (álbum de Stryper)
In God We Trust (En Dios Confiamos) es el cuarto lanzamiento, y el tercer álbum de larga duración de la banda de metal cristiano Stryper, publicado el 28 de junio de 1988 por Enigma Records.
El origen del nombre es un juego de palabras de dicho lema nacional de Estados Unidos. La portada del disco reproduce una sección del reverso de un billete de un dólar con esa leyenda, que además contiene el triángulo que representa el Dogma de la Santísima Trinidad, junto con el logo de la banda.

## Historia
Después del exitoso To Hell with the Devil (1986), Stryper decidió hacer un seguimiento con un álbum que era de una tendencia más pop para ser escuchado en la radio. Como resultado, muchos críticos y fanes consideran el disco sobre producido y también excesivamente comercial. Es bastante notorio el uso de sintetizadores atmosféricos e incluso arreglos adicionales en algunas piezas. Todas las canciones son cortas y de un mensaje simple y directo.
Sin embargo, a pesar de la tibia recepción, In God We Trust alcanzó la categoría de disco de oro, vendiendo más de medio millón de copias.
El bajista Tim Gaines no participó en la grabación de este álbum, pero se reincorporó en la gira In God We Trust Tour. Por otro lado, este disco es la producción de Stryper en la que colaboró la mayor cantidad de músicos invitados, incluyendo a Brad Cobb quien tocó el bajo en todas las canciones.
El sencillo “Always There for You” fue el último gran suceso comercial para la banda. Aunque sólo alcanzó un discreto # 71 en Billboard, logró un éxito masivo en MTV, siendo la punta de lanza del álbum.
El segundo sencillo y vídeo fue la balada "I Believe in You" que apenas llegó al # 88 a pesar de su elaborada orquestación de cuerdas y teclados, siendo el último ingreso a dicha lista para Stryper.
El tercer y último sencillo fue "Keep the Fire Burning", que resultó un verdadero fracaso del todo.

## Lista de canciones
Todas las cancipnes por Michael Sweet excepto donde se indica
1. "In God We Trust" (M. Sweet, R. Sweet) – 3:56
2. "Always There for You" – 4:09
3. "Keep the Fire Burning" – 3:35
4. "I Believe in You" – 3:17
5. "The Writings on the Wall" – 4:19
6. "It's Up 2 U" – 3:51
7. "The World of You and I" – 3:45
8. "Come to the Everlife" (O. Fox) – 4:09
9. "Lonely" – 4:09
10. "The Reign" (O. Fox) – 2:50

## Personal
- Michael Sweet - Vocales, guitarra
- Robert Sweet - Batería
- Oz Fox – Guitarra principal, coros

### Músicos adicionales
- Tim Gaines Bajo (No grabó el álbum pero participó como músico de gira de promoción del álbum)
- Billy Meyers - Teclados
- John Van Tongeren - Teclados
- Steve Croes - Synclavier
- Brad Cobb – Bajo

## Producción
- Michael Lloyd y Stryper - Productores
- Dan Nebanzal y Carmine Rubino – Ingenieros